# Тршебич (окръг)
Окръг Тршебич (на чешки: Okres Třebíč) е един от 5-те окръга на Височинския край на Чехия. Площта му е 1463,07 km2, а населението му – 111 873 души (2016). Административен център е едноименният град Тршебич. Населените места в окръга са 167, от тях – 6 града и 10 места без право на самоуправление. Код по LAU 1 – CZ0634.
Административната единица граничи със следните окръзи: на запад с окръг Ихлава, а на югоизток с Ждяр над Сазавоу. Освен това на изток и югоизток съответно граничи с Бърно-район и окръг Зноймо от Южноморавския край, а на югозапад – с окръг Индржихув Храдец от Южночешкия край.

## Градове и население
Данни за 2009 г.:
| Град                    | Население |
| ----------------------- | --------- |
| Тршебич                 | 38 097    |
| Моравске Будейовице     | 7602      |
| Намещ над Ославоу       | 5072      |
| Емнице                  | 4437      |
| Яромержице над Рокитноу | 4258      |
| Хротовице               | 1736      |

## Образование
По данни от 2003 г.:
| Вид училище                         | Брой училища |
| ----------------------------------- | ------------ |
| Детски градини                      | 74           |
| Начални училища                     | 63           |
| Гимназии                            | 3            |
| Средни училища и промишлени училища | 8            |
| Средни професионални училища        | 7            |
| Висши професионални училища         | 1            |
| Университети                        | 1            |

## Здравеопазване
По данни от 2003 г.:
| Лекари                                      | 334 |
| Болници                                     | 1   |
| Специализирани заведения за лечение и отдих | 1   |
| Зъболекари                                  | 57  |
| Аптеки                                      | 22  |

## Транспорт
През окръга преминават първокласните пътища (пътища от клас I) I/23 и I/38. Пътища от клас II в окръга са: II/112, II/151, II/152, II/349, II/351, II/360, II/361 II/390, II/392, II/393, II/396, II/399, II/400, II/401, II/402, II/403, II/405, II/408, II/410 и II/411.